# Maksym Panteleymonenko
Maksym Serhiyovych Panteleymonenko (en russe : Максим Сергеевич Пантелеймоненко et en en ukrainien : Максим Сергійович Пантелеймоненко) est un joueur russe (d'origine ukrainienne) de volley-ball né le 1er septembre 1981 à Kharkiv (RSS d'Ukraine). Il mesure 2,02 m et joue réceptionneur-attaquant. Il a été international ukrainien.

## Clubs
| Club                    | De        | À         |
| ----------------------- | --------- | --------- |
| Yurakademia Kharkiv     | 1999-2000 | 2004-2005 |
| Markokhim Marioupol     | 2005-2006 | 2005-2006 |
| Azovstal Marioupol      | 2006-2007 | 2006-2007 |
| Japan Tobacco           | 2007-2008 | 2007-2008 |
| Samotlor Nijnievartovsk | 2008-2009 | 2008-2009 |
| Zenit Kazan             | 2009-2010 | 2010-2011 |
| Fakel Novy Ourengoï     | 2011-2012 | 2011-2012 |
| Oural Oufa              | 2012-2013 | 2012-2013 |
| Lokomotiv Belgorod      | 2013-2014 | ...       |

## Palmarès

### Club
- Ligue des champions (1)
  - Vainqueur : 2014
- Challenge Cup
  - Finaliste : 2013
- Championnat de Russie (2)
  - Vainqueur : 2010, 2011
  - Finaliste : 2013
- Championnat d'Ukraine
  - Finaliste : 2003, 2004
- Coupe de Russie (2)
  - Vainqueur : 2009, 2013
- Coupe du Japon (1)
  - Vainqueur : 2008
- Coupe d'Ukraine (3)
  - Vainqueur : 2003, 2004, 2006
- Supercoupe de Russie (2)
  - Vainqueur : 2009, 2013

### Distinctions individuelles
- Meilleur joueur du championnat d'Ukraine en 2006 et 2007
- Meilleur attaquant de la coupe de Russie 2009